# Cinchona
Cinchona este un gen de plante fanerogame din ordinul Gentianales și familia Rubiaceae. Genul conțin 25 de specii care pot fi arbuști de dimensiuni mari sau arbori mai mici, atingând 5-15 metri înălțime.

## Specii comune
- Cinchona antioquiae L.Andersson 1998
- Cinchona asperifolia Wedd. 1848
- Cinchona barbacoensis H.Karst. 1860
- Cinchona × boliviana Wedd. 1848
- Cinchona calisaya Wedd. 1848
- Cinchona capuli L.Andersson 1994
- Cinchona fruticosa L.Andersson 1998
- Cinchona glandulifera Ruiz & Pav. 1802
- Cinchona hirsuta Ruiz & Pav. 1799
- Cinchona krauseana L.Andersson 1998
- Cinchona lancifolia Mutis 1793
- Cinchona lucumifolia Pav. ex Lindl. 1838
- Cinchona macrocalyx Pav. ex DC. 1829
- Cinchona micrantha Ruiz & Pav. 1799
- Cinchona mutisii Lamb. 1821
- Cinchona nitida Ruiz & Pav. 1799
- Cinchona officinalis L. 1753
- Cinchona parabolica Pav. in Howard 1859
- Cinchona pitayensis (Wedd.) Wedd. 1849
- Cinchona pubescens Vahl 1790
- Cinchona pyrifolia L.Andersson 1998
- Cinchona rugosa Pav. in Howard 1859
- Cinchona scrobiculata Humb. & Bonpl. 1808
- Cinchona villosa Pav. ex Lindl. 1838